# Karl-Heinz Gehrmann
Karl-Heinz Gehrmann (* 27. Juli 1914 in Danzig; † 15. Mai 1996 in Berchtesgaden) war ein deutscher Historiker und Leiter der Ost-Akademie.

## Leben
Karl-Heinz Gehrmann studierte Germanistik, Geschichte und Volkskunde in Danzig, München und Riga. 1940 promovierte er in Geschichte an der Technischen Hochschule in Danzig.
Nach 1945 war Gehrmann zunächst als freier Publizist und Lektor tätig. 1952 wurde er Studienleiter an der Ost-Akademie in Lüneburg und 1961 deren Direktor. Seit 1964 war Karl-Heinz Gehrmann auch Leiter des Norddeutschen Kulturwerks in Lüneburg. 1979 ging er in den Ruhestand.

## Publikationen (Auswahl)
Karl-Heinz Gehrmann veröffentlichte zahlreiche Schriften, vor allem zum Schicksal der Pommern und Balten.
- Die baltischen Staaten, eine Brücke zwischen Ost und West. Berlin [1939].
- Wir Pommern. 1951, als Herausgeber, Neudruck 1981, 1989.
- Wir Balten. 1951, als Mitherausgeber, Neudruck 1984.

- Die ostdeutsche Frage im Unterricht. In: Westermanns pädagogische Beiträge, 6, 1954.
- Vertreibung der Vertriebenen? Bremen 1967.
- Ostpommerns Küste in 144 Bildern. Leer [1975].
- Wir von der Weichsel und Warthe. Frankfurt am Main, 1982, ISBN 3-8035-1145-3, als Mitherausgeber mit Hanns von Krannhals und Erhard Wittek.